# Allie DeBerry
Allie DeBerry (n. 26 octombrie 1994) este o actriță americană. Ea este cel mai bine cunoscută pentru rolul lui Paisley Houndstooth în Bobocii Isteți.

## Filmografie
| Year | Title             | Role          | Notes                 |
| ---- | ----------------- | ------------- | --------------------- |
| 2001 | The Way She Moves | Flower Girl   | TV film; film debut   |
| 2007 | Love and Mary     | Sara Pedersen | Theatrical film debut |

| Year         | Title             | Role                | Notes                                                                               |
| ------------ | ----------------- | ------------------- | ----------------------------------------------------------------------------------- |
| 2001         | It's a Miracle    | Brittany            | "Lost Little Girl" (season 4: episode 16)                                           |
| 2003         | I'm with Her      | Young Alex          | "Alex Misses the Boat" (season 1: episode 8)                                        |
| 2009         | True Jackson, VP  | Cammy               | "True Intrigue" (season 1: episode 15) "Amanda Hires a Pink" (season 1: episode 16) |
| 2009         | The Wannabes      | Ballet Student      | "The Wannabes Are Gonna Be" (season 1: episode 1)                                   |
| 2010         | Totul pentru dans | Destiny             | Two Episodes                                                                        |
| 2011–present | Bobocii Isteți    | Paisley Houndstooth | Disney Channel Original Series Recurring role                                       |

1. ↑  Alexandria DeBerry, Česko-Slovenská filmová databáze